# Бин Джауад
Бин Джауад (на арабски: بن جواد) е град в Либия, община Сирт. Разположен е на брега на залива Сидра. Населението му е около 10 хил. души.
По време на Гражданската война в Либия, на 5 март 2011 г. градът е превзет от въстаниците, но още на 6 март правителствените сили го възвръщат. На 27 март бунтовниците го овладяват с въздушна подкрепа, но на 29 март той се връща в ръцете на властта.